# Moscato embrapa
Moscato embrapa é uma cultivar de uva híbrida contendo 75 por cento de Vitis vinifera em sua constituição genética. É uma uva do tipo moscatel. Foi criada pela Embrapa Uva e Vinho para cultivo no estado do Rio Grande do Sul, no Brasil, mas também é recomendado seu cultivo em outros estados brasileiros, como Santa Catarina, Mato Grosso, Mato Grosso do Sul e Pernambuco. É resistente à podridão nobre causada pelo fungo Botrytis cinerea. 

## História
Foi criada em 1997 pela Embrapa Uva e Vinho como alternativa para a produção de vinhos aromáticos de mesa nas condições ambientais do estado do Rio Grande do Sul, no Brasil, mas seu cultivo também é viável nos estados de Santa Catarina, Mato Grosso do Sul, Mato Grosso e Pernambuco, no Brasil.

## Utilização
É usada na fabricação de vinho branco.